# Anne Magle
Anne Magle (født Anne Maglegaard) er en dansk pornomodel, der var aktiv i 1970'erne .

## Filmografi
- I Løvens tegn (1976)
- Kärleksvirveln (1977)
- Ta mej i dalen (1977)
- Agent 69 Jensen i Skorpionens tegn (1977)
- Molly (1977)
- Hot Cookies (1977)
- Heiße Feigen (1978)
- Massagesalon Elvira (1978)
- Die Munteren Sexspiele unserer Nachbarn (1978)
- Star Virgin (1979)